# Antoni Świątecki
Antoni Świątecki (ur. 30 czerwca 1922 w Warszawie, zm. 30 stycznia 1992 tamże) – polski inżynier budownictwa, doktor habilitowany nauk technicznych, docent Politechniki Warszawskiej, żołnierz Armii Krajowej. 

## Życiorys
Ukończył Gimnazjum im. Tadeusza Reytana w Warszawie. W okresie okupacji niemieckiej był żołnierzem VI Obwodu (Praga) należącego do Warszawskiego Okręgu AK. W sierpniu 1944 roku został ciężko ranny podczas przekraczania linii frontu. W 1950 roku ukończył studia na Wydziale Inżynierii Politechniki Warszawskiej, uzyskując tytuł magistra inżyniera budownictwa lądowego. W 1955 roku rozpoczął pracę na Politechnice Warszawskiej. W 1964 roku obronił pracę doktorską, a w 1970 roku uzyskał habilitację. Specjalizował się w budowie lotnisk i analizie opadów atmosferycznych, zajmował stanowisko docenta w Instytucie Dróg i Mostów PW. Okresowo wykładał również na Politechnice Łódzkiej i Politechnice Krakowskiej.

## Publikacje książkowe
- Antoni Świątecki: Związki – wskaźniki regionalne – opady dobowe – natężenia jednogodzinne. Warszawa: Oficyna Wydawnicza Politechniki Warszawskiej, 1969. OCLC 830852850. Brak numerów stron w książce
- Antoni Świątecki, Piotr Nita, Piotr Świątecki: Lotniska. Warszawa: Wydawnictwo Instytutu Technicznego Wojsk Lotniczych, 1999. OCLC 749292394. Brak numerów stron w książce